# Funtore aggiunto
In matematica, in particolare nella teoria delle categorie, l'aggiunzione è una possibile relazione tra due funtori.
L'aggiunzione è molto frequente in matematica. Una coppia di funtori aggiunti da C a D e da D a C è quanto serve affinché le due categorie C e D siano compatibili nei loro oggetti e morfismi. Per esempio, un funtore potrebbe immergere C nella sua estensione D, e l'altro funtore potrebbe restringere nuovamente D in C. Per questo genere di relazioni, l'aggiunzione formalizza i concetti intuitivi di ottimizzazione ed efficienza.
Nella più concisa definizione simmetrica, un'aggiunzione tra due categorie C e D è una coppia di funtori,
{\displaystyle F:{\mathcal {D}}\rightarrow {\mathcal {C}}}   and   {\displaystyle G:{\mathcal {C}}\rightarrow {\mathcal {D}}}
e una famiglia di biiezioni
{\displaystyle \mathrm {hom} _{\mathcal {C}}(FY,X)\cong \mathrm {hom} _{\mathcal {D}}(Y,GX)}
che è naturale per tutte le variabili X in C e Y in D. Il funtore F è chiamato aggiunto sinistro, mentre G è chiamato aggiunto destro. La relazione "F è aggiunto sinistro a G", o equivalentemente "G è aggiunto destro a F", si denota anche con
{\displaystyle F\dashv G.}
Questa e altre definizioni saranno approfondite nel seguito.

## Introduzione
(Saunders Mac Lane, Categories for the Working Mathematician)
La lunga lista di esempi in questo articolo è solo una parziale indicazione di quanto spesso una costruzione matematica di interesse sia un funtore aggiunto. Di conseguenza, i teoremi generali sui funtori aggiunti, come l'equivalenza delle loro varie definizioni o il fatto che essi preservino rispettivamente i limiti (aggiunto destro) e i colimite (aggiunto sinistro), limiti e colimiti che pure si trovano in ogni area della matematica, può codificare i dettagli di molti risultati utili e altrimenti non banali.

## Motivazioni

### Soluzioni di problemi di ottimizzazione
Si può dire che un funtore aggiunto è un modo di dare la soluzione "più efficiente" a un qualche problema tramite un metodo "basato su formule". Per esempio, un problema elementare nella teoria degli anelli è come trasformare un anello in un anello unitario. Il modo "più efficiente" è aggiungere un elemento '1' all'anello, aggiungere tutti (e soli) gli elementi che sono necessari per soddisfare gli assiomi (per esempio r+1 per ogni r nell'anello), e non imporre nel nuovo anello unitario alcuna relazione che non sia forzata dagli assiomi. Inoltre, questa costruzione è "basata su formule" nel senso che agisce essenzialmente allo stesso modo per ogni anello.
Questo è piuttosto vago, benché suggestivo, e può essere reso preciso nel linguaggio della teoria delle categorie: una costruzione è "la più efficiente" se soddisfa una proprietà universale, ed è basata su formule se definisce un funtore. Le proprietà universali si presentano in due forme: proprietà iniziali e proprietà terminali. Poiché queste sono nozioni duali, è sufficiente discuterne una.
L'idea alla base dell'uso di una proprietà iniziale è porre il problema in termini di una qualche categoria ausiliaria E, e quindi osservare che quello che si desidera è trovare un oggetto iniziale di E. Questo ha il vantaggio che l'ottimizzazione—nel senso che stiamo cercando la soluzione più efficiente— è qualcosa di rigoroso e riconoscibile, piuttosto che la ricerca di un estremo. La categoria E è pure basata su formule in questa costruzione, dal momento che è sempre la categoria degli elementi del funtore a cui si sta costruendo un aggiunto. Di fatto, quest'ulteriore categoria è precisamente la categoria comma category sul funtore in questione.
Per esempio, sia dato l'anello R, e si costruisca una categoria E i cui oggetti sono omomorfismi d'anello R → S, con S un anello unitario. I morfismi in E tra R → S1 e R → S2 sono triangoli commutativi della forma (R → S1, R → S2, S1 → S2) dove S1 → S2 è una mappa di anelli (che preserva l'identità). Si noti che questa è precisamente la definizione di comma category di R sull'inclusione di anelli unitari in anelli. L'esistenza di un morfismo tra R → S1 e R → S2 implica che S1 è una soluzione almeno altrettanto efficiente di S2 per il nostro problema: S2 può avere più elementi aggiunti e/o più relazioni non forzate dagli assiomi che S1.
Perciò, l'asserzione che un oggetto R → R* è iniziale in E, o in altri termini che esiste un morfismo da esso a ogni altro elemento di E, significa che l'anello R* è la soluzione più efficiente al nostro problema.
I due fatti, che questo modo di trasformare gli anelli in anelli unitari è il più efficiente e basato su formule, possono essere espressi simultaneamente dicendo che ciò definisce un funtore aggiunto.
Un modo di vedere cosa si ottiene dall'uso di una formulazione piuttosto che un'altra è provare un metodo diretto. Semplicemente si aggiunga a R un nuovo elemento 1, e si calcoli sulla base del fatto che ogni equazione risultante è valida se e solo se vale per ogni anello che possiamo costruire da R e 1. questo è un metodo impredicativo: vale a dire che l'anello che si sta cercando di costruire è uno degli anelli quantificati nel 'tutti gli anelli'.
Più esplicitamente: F denoti il suddetto procedimento di aggiungere un'identità a un anello non unitario, cosicché F(R)=R*. G denoti il procedimento di 'dimenticare' se un anello unitario S ha un'identità e come un semplice anello non unitario, cioè essenzialmente G(S)=S. Se comprendiamo la definizione di funtori aggiunti tramite proprietà universali, allora dire che F è il funtore aggiunto sinistro di G sarà un modo preciso di dire che F è la più efficiente soluzione al nostro problema (ed è basata su formule).

### Simmetria di problemi di ottimizzazione
Continuando questa trattazione, si supponga di essere partiti con il funtore F, e di essersi posti la seguente (vaga) domanda: esiste un problema di cui F è la soluzione più efficiente?
La nozione che F è la soluzione più efficiente al problema posto da G è, in un certo senso rigoroso, equivalente alla nozione che G pone il più difficile problema che viene risolto da F.
Questo ha il significato intuitivo che i funtori aggiunti si dovrebbero presentare a coppie, e infatti ciò avviene, ma questo non è banale a partire dalle definizioni di morfismo universale. Le definizioni simmetriche equivalenti, coinvolgenti le aggiunzioni e il linguaggio simmetrico di funtori aggiunti (possiamo dire sia che F è aggiunto sinistro di G sia che G è aggiunto sinistro di F), hanno il vantaggio di rendere questo fatto esplicito.

## Definizioni formali
Ci sono varie definizioni per i funtori aggiunti. La loro equivalenza è elementare, ma per niente banale e di fatto molto utile. Questo articolo fornisce varie di queste definizioni:
- Le definizioni via morfismi universali sono facili da dichiarare e richiedono verifiche minime quando costruiscono un funtore aggiunto o dimostrano che due funtori sono aggiunti. Sono anche le più vicine alla nostra intuizione nel coinvolgere le ottimizzazioni.
- La definizione via aggiunzione counità-unità è vantaggiosa per dimostrazioni su funtori che si sanno essere aggiunti, poiché forniscono formule che possono essere manipolate in modo diretto.
- La definizione via Hom-Set rende le simmetrie il più evidenti possibile, ed è la ragione per cui si usa la parola "aggiunto".

I funtori aggiunti si trovano in ogni area della matematica. La loro utilità risiede nel fatto che le strutture in ciascuna di queste definizioni dà origine alle strutture nelle altre tramite una serie di deduzioni lunga ma banale. Perciò, passare dall'una all'altra di queste fa uso implicito di una grande quantità di dettagli che altrimenti avrebbero dovuto essere ripetuti separatamente in ogni diverso ambito. Per esempio, la naturalità e la terminalità della counità possono essere usate per dimostrare che ciascun funtore aggiunto destro preserva i limiti.

### Convenzioni
La teoria degli aggiunti ha i termini "sinistro" e "destro" fin dalle origini, e ci sono molte componenti che si trovano in una delle due categorie "C" e "D" che sono considerate. Perciò può essere d'aiuto scegliere lettere in ordine alfabetico secondo che esse si trovino nella categoria "sinistra" "C" o nella categoria "destra" "D", e inoltre scriverle in quest'ordine quando possibile.
In questa pagina, per esempio, le lettere "X", "F", "f", "ε" denoteranno enti che si trovano nella categoria "C", mentre le lettere "Y", "G", "g", "η" denoteranno enti che si trovano nella categoria "D", e quando possibile questo genere di enti saranno indicati in ordine da sinistra a destra (un funtore "F": "D" → "C" può essere pensato come se "vivesse" dove si trovano, cioè in "C".

### Morfismi universali
Un funtore F : D → C è un funtore aggiunto sinistro se per ogni oggetto X in C, esiste un morfismo terminale da F a X. Se, per ogni oggetto X in C, si sceglie un oggetto G0X di D per cui esiste un morfismo terminale εX : F(G0X) → X da F a X, allora esiste un solo funtore G : C → D tale che GX = G0X e εXʹ ∘ FG(f) = f ∘ εX per f : X → Xʹ un morfismo in C; F è quindi chiamato aggiunto sinistro a G.
Un funtore G : C → D è un funtore aggiunto destro se per ogni oggetto Y in D, esiste un morfismo iniziale da Y a G. Se, per ogni oggetto Y in D, si sceglie un oggetto F0Y di C e un morfismo iniziale ηY : Y → G(F0Y) da Y a G, allora esiste un solo funtore F : D → C tale che FY = F0Y e GF(g) ∘ ηY = ηYʹ ∘ g per g : Y → Yʹ un morfismo in D; G è dunque chiamato aggiunto destro a F.
È vero, come suggerisce la terminologia, che F è aggiunto sinistro a G se e solo se G è aggiunto destro a F. Questo risulta evidente dalle definizioni simmetriche date sotto. Le definizioni via morfismi universali sono spesso utili per stabilire che un funtore dato è aggiunto sinistro o destro, poiché sono minimali nelle loro richieste. Sono inoltre ricche di significato intuitivo nel fatto che trovare un morfismo universale è analogo a risolvere un problema di ottimizzazione.

### Aggiunzione counità-counità
Un aggiunzione con counità-unità tra due categorie C e D consiste in due funtori F : D → C e G : C → D e in due trasformazioni naturali
{\displaystyle {\begin{aligned}\varepsilon &:FG\to 1_{\mathcal {C}}\\\eta &:1_{\mathcal {D}}\to GF\end{aligned}}}
chiamate rispettivamente counità e unità dell'aggiunzione (terminologia dall'algebra universale), tali che le composizioni
{\displaystyle F{\xrightarrow {\;F\eta \;}}FGF{\xrightarrow {\;\varepsilon F\,}}F}
{\displaystyle G{\xrightarrow {\;\eta G\;}}GFG{\xrightarrow {\;G\varepsilon \,}}G}
siano le trasformazioni identiche rispettivamente 1F su F e 1G su G.
In questa situazione si dice che  F è aggiunto sinistro a G  e  G è aggiunto destro a F , e questa relazione si può indicare con  {\displaystyle (\varepsilon ,\eta ):F\dashv G} , o semplicemente  {\displaystyle F\dashv G} .
In forma equazionale, le precedenti condizioni su (ε,η) sono le equazioni counità-unità
{\displaystyle {\begin{aligned}1_{F}&=\varepsilon F\circ F\eta \\1_{G}&=G\varepsilon \circ \eta G\end{aligned}}}
il che significa che per ogni X in C e per ogni Y in D,
{\displaystyle {\begin{aligned}1_{FY}&=\varepsilon _{FY}\circ F(\eta _{Y})\\1_{GX}&=G(\varepsilon _{X})\circ \eta _{GX}\end{aligned}}}.
Si osservi che qui {\displaystyle 1} denota funtori identici, mentre in precedenza il medesimo simbolo denotava trasformazioni naturali identiche.
Queste equazioni sono utili nel ricondurre dimostrazioni sui funtori aggiunti a manipolazioni algebriche. Sono talvolta chiamate equazioni a zig-zag a causa della comparsa dei [diagramma a stringa|diagrammi a stringa] corrispondenti. Un modo per ricordarle è scrivere per prima cosa l'equazione priva di significato {\displaystyle 1=\varepsilon \circ \eta } e quindi completarla con F e G in uno dei due semplici modi che definiscono la composizione.
Nota: L'uso del prefisso "co" in counità qui non è coerente con la terminologia dei limiti e colimiti, poiché i colimiti soddisfano una proprietà iniziale mentre i morfismi counità soddisfano proprietà terminale, e analogamente in dualità. Il termine unità qui è mutuato dalla teoria delle monadi dove assomiglia all'inserzione dell'identità 1 in un monoide.

### Aggiunzione Hom-Set
Un'aggiunzione Hom-Set tra due categorie C e D consiste in due funtori F : D → C e G : C → D e un isomorfismo naturale
{\displaystyle \Phi :\mathrm {hom} _{C}(F-,-)\to \mathrm {hom} _{D}(-,G-)}.
Questo definisce una famiglia di biiezioni
{\displaystyle \Phi _{Y,X}:\mathrm {hom} _{C}(FY,X)\to \mathrm {hom} _{D}(Y,GX)}
per tutti gli oggetti X in C e Y in D.
In questa situazione si dice che  F è aggiunta sinistro a G  e  G è aggiunto destro a F , e questa relazione si può indicare scrivendo {\textstyle \Phi :F\dashv G}, o semplicemente {\textstyle F\dashv G}.
Questa definizione è un logico compromesso nel senso che è in un certo senso più difficile da soddisfare rispetto alle definizioni con morfismi universali, e ha meno implicazioni immediate rispetto alla definizione counità-unità. È utile grazie alla sua ovvia simmetrica, ed è un punto di partenza per le altre definizioni.
Per interpretare Φ come isomorfismo naturale, si deve riconoscere homC(F–, –) e homD(–, G–) come funtori. Di fatto, essi sono entrambi bifuntori da Dop × C a Set (la categoria degli insiemi). Per i dettagli, si veda la pagina sui funtori Hom. Esplicitamente, la naturalità di Φ significa che per ogni morfismo f : X → X′ in C e per ogni morfismo g : Y′  → Y in D il seguente diagramma commuta:
Le frecce verticali in questo diagramma sono quelle indotte dalla composizione con f e g. Formalmente, Hom(Fg, f) : HomC(FY, X) → HomC(FY′, X′) è dato da h → f o h o Fg per ogni h in HomC(FY, X). Hom(g, Gf) è analogo.

## Aggiunzioni in dettaglio
Sono qui riportati numerosi funtori e trasformazioni naturali associate a ciascuna aggiunzione, e una piccola porzione di essi è sufficiente a determinare gli altri.
Un' aggiunzione tra due categorie C e D consistse in
- Un funtore F : D → C chiamato aggiunto sinistro
- Un funtore G : C → D chiamato aggiunto destro
- Un isomorfismo naturale Φ : homC(F–,–) → homD(–,G–)
- Una trasformazione naturale ε : FG → 1C chiamata counità
- Una trasformazione naturale η : 1D → GF chiamata unità

Una formulazione equivalente, dove X denota un qualunque oggetto di C e Y un qualunque oggetto di D, è la seguente:
Per ogni C-morfismo f : FY → X, esiste un solo D-morfismo ΦY, X(f) = g : Y → GX tale che i diagrammi seguenti commutano, e per ogni D-morfismo g : Y → GX, esiste un solo C-morfismo Φ−1Y, X(g) = f : FY → X in C tale che i diagrammi seguenti commutano:
Da questa asserzione, si può trovare che:
- Le trasformazioni ε, η, e Φ sono correlate alle equazioni

{\displaystyle {\begin{aligned}f=\Phi _{Y,X}^{-1}(g)&=\varepsilon _{X}\circ F(g)&\in &\,\,\mathrm {hom} _{C}(F(Y),X)\\g=\Phi _{Y,X}(f)&=G(f)\circ \eta _{Y}&\in &\,\,\mathrm {hom} _{D}(Y,G(X))\\\Phi _{GX,X}^{-1}(1_{GX})&=\varepsilon _{X}&\in &\,\,\mathrm {hom} _{C}(FG(X),X)\\\Phi _{Y,FY}(1_{FY})&=\eta _{Y}&\in &\,\,\mathrm {hom} _{D}(Y,GF(Y))\\\end{aligned}}}
- Le trasformazioni ε, η soddisfano le equazioni counità-unità

{\displaystyle {\begin{aligned}1_{FY}&=\varepsilon _{FY}\circ F(\eta _{Y})\\1_{GX}&=G(\varepsilon _{X})\circ \eta _{GX}\end{aligned}}}
- Ogni coppia (GX, εX) è un morfismo terminale da F a X in C
- Ogni coppia (FY, ηY) è un morfismo initiale da Y a G in D

In particolare, le equazioni qui sopra consentono di definire Φ, ε, e η in termini di uno qualsiasi dei tre. Tuttavia, i funtori aggiunti F e G presi singolarmente in generale non sono sufficienti a determinare l'aggiunzione. La dimostrazione dell'equivalenza di queste tre situazioni è nel seguito.

### I morfismi universali inducono l'aggiunzione HomSet
Sia dato un funtore aggiunto destro G : C → D; nel senso dei morfismi iniziali, si può costruire l'aggiunzione Hom-Set indotta con i seguenti passi.
- Costruire un funtore F : D → C e una trasformazione naturale η.
  - Per ogni oggetto Y in D, si scelga un morfismo iniziale (F(Y), ηY) da Y a G, in modo da avere ηY : Y → G(F(Y)). Si ha la mappa di F sugli oggetti e sulla famiglia di morfismi η.
  - Per ogni f : Y0 → Y1, siccome (F(Y0), ηY0) è un morfismo iniziale, fattorizzare ηY1 o f con ηY0 e ottenere F(f) : F(Y0) → F(Y1). Questa è la mappa di F sui morfismi.
  - Il diagramma commutativo di questa fattorizzazione implica i diagrammi commutativi delle trasformazioni naturali, perciò η : 1D → G o F è una trasformazione naturale.
  - L'unicità di questa fattorizzazione e l'essere G un funtore implica che la mappa di F sui morfismi preserva le composizioni e le identità.
- Costruire un isomorfismo naturale Φ : HomC(F-,-) → HomD(-,G-).
  - Per ogni oggetto X in C e ogni oggetto Y in D, siccome (F(Y), ηY) è un morfismo iniziale, di conseguenza ΦY, X è una biiezione, dove ΦY, X(f : F(Y) → X) = G(f) o ηY.
  - η è una trasformazione naturale, G è un funtore, perciò per ogni oggetto X0, X1 in C, e per ogni oggetto Y0, Y1 in D, ogni x : X0 → X1, ogni y : Y1 → Y0, si ha ΦY1, X1(x o f o F(y)) = G(x) o G(f) o G(F(y)) o ηY1 = G(x) o G(f) o ηY0 o y = G(x) o ΦY0, X0(f) o y, e quindi Φ è naturale in ambo gli argomenti.

Un ragionamento analogo consente la costruzione di un'aggiunzione Hom-Set a partire dai morfismi terminali ai funtori aggiunti sinistri. (La costruzione che inizia con un aggiunto destro è leggermente più comune, dal momento che l'aggiunto destro è banalmente definito come il funtore inclusione o il funtore dimenticante.)

### L'aggiunzione counità-unità induce l'aggiunzione Hom-Set
Dati i funtori F : D → C, G : C → D, e un'aggiunzione counità-unità (ε, η) : F {\displaystyle \dashv } G, si può costruire un'aggiunzione Hom-Set trovando la trasformazione naturale Φ : homC(F-,-) → homD(-,G-) nei seguenti passi:
- Per ogni f : FY → X e ogni g : Y → GX, si definisca

{\displaystyle {\begin{aligned}\Phi _{Y,X}(f)=G(f)\circ \eta _{Y}\\\Psi _{Y,X}(g)=\varepsilon _{X}\circ F(g)\end{aligned}}}
Le trasformazioni Φ e Ψ sono naturali perché sono naturali η ed ε.
- Sfruttando, in ordine, il fatto che F è un funtore, che ε è naturale, e l'equazione counità-unità 1FY = εFY o F(ηY), si ottiene

{\displaystyle {\begin{aligned}\Psi \Phi f&=\varepsilon _{X}\circ FG(f)\circ F(\eta _{Y})\\&=f\circ \varepsilon _{FY}\circ F(\eta _{Y})\\&=f\circ 1_{FY}=f\end{aligned}}}
da cui ΨΦ è la trasformazione identica.
- Dualmente, sfruttando il fatto che G è un funtore, che η è naturale, e l'equazione counità-unità 1GX = G(εX) o ηGX, si ottiene

{\displaystyle {\begin{aligned}\Phi \Psi g&=G(\varepsilon _{X})\circ GF(g)\circ \eta _{Y}\\&=G(\varepsilon _{X})\circ \eta _{GX}\circ g\\&=1_{GX}\circ g=g\end{aligned}}}
da cui ΦΨ è la trasformazione identica. Perciò Φ è un isomorfismo naturale con inversa Φ−1 = Ψ.

### L'aggiunzione Hom-Set induce tutte le precedenti
Dati i funtori F : D → C, G : C → D, e un'aggiunzione Hom-Set Φ : homC(F-,-) → homD(-,G-), si può costruire un'aggiunzione counità-unità
{\displaystyle (\varepsilon ,\eta ):F\dashv G} ,
la quale definisce famiglie di morfismi iniziali e terminali, con i seguenti passi:
- Let  {\displaystyle \varepsilon _{X}=\Phi _{GX,X}^{-1}(1_{GX})\in \mathrm {hom} _{C}(FGX,X)}  for each X in C, where  {\displaystyle 1_{GX}\in \mathrm {hom} _{D}(GX,GX)}  is the identity morphism.
- Sia  {\displaystyle \eta _{Y}=\Phi _{Y,FY}(1_{FY})\in \mathrm {hom} _{D}(Y,GFY)}  per ogni Y in D, dove  {\displaystyle 1_{FY}\in \mathrm {hom} _{C}(FY,FY)}  è il morfismo identità.
- La biiettività e la naturalità di Φ implcano che ogni (GX, εX) sia un morfismo terminale da F a X in C, e ogni (FY, ηY) sia un morfismo iniziale da Y a G in D.
- La naturalità di Φ implica la naturalità di ε e η, e le due formule

{\displaystyle {\begin{aligned}\Phi _{Y,X}(f)=G(f)\circ \eta _{Y}\\\Phi _{Y,X}^{-1}(g)=\varepsilon _{X}\circ F(g)\end{aligned}}}
per ogni f: FY → X e g: Y → GX (il che determina completamente Φ).
- La sostituzione di FY a X e ηY = ΦY, e di FY(1FY) a g nella seconda formula fornisce l'equazione counità-unità

{\displaystyle 1_{FY}=\varepsilon _{FY}\circ F(\eta _{Y})},
e la sostituzione di GX a Y e di εX = Φ−1GX, X(1GX) a f nella prima formula fornisce la seconda equazione counità-unità
{\displaystyle 1_{GX}=G(\varepsilon _{X})\circ \eta _{GX}}.

## Storia
L'idea di un funtore aggiunto è stata formulata da Daniel Kan nel 1958. Come molti dei concetti nella teoria delle categorie, è stato suggerito dalle esigenze dell'algebra di omologica, che era allora dedicata ai calcoli. Quanti erano impegnati nel fornire presentazioni ordinate e sistematiche dell'argomento oggetto avrebbero notato relazioni quali
Hom(F(X), Y) = Hom(X, G(Y))
nella categoria dei gruppi abeliani, dove F era il funtore {\displaystyle -\otimes A} (cioè il prodotto tensoriale con A), e G era il funtore Hom(A,–) (questa è oggi nota come l'aggiunzione Tensor-Hom).

L'uso del segno di uguale è un abuso di notazione; questi due gruppi non sono davvero identici ma c'è un modo di identificarli che è naturale. Si può vedere che è naturale, innanzi tutto, sulla base del fatto che queste sono due descrizioni alternative delle mappe bilineari da X × A a Y. Questo, tuttavia, è un caso particolare del prodotto tensoriale. Nella teoria delle categorie la 'naturalità' della biiezione è compresa nel concetto di isomorfismo naturale.
La terminologia proviene dall'idea di operatori aggiunti negli spazi di Hilbert, operatori F, G con {\displaystyle \langle Fx,y\rangle =\langle x,Gy\rangle }, la quale idea è formalmente simile alla precedente relazione tra Hom-Set. Si dice che F è aggiunto sinistro a G, e G è aggiunto destro a F. Si noti che G potrebbe a sua volta avere un aggiunto destro che potrebbe essere diverso da F (si veda sotto per un esempio). L'analogia con le mappe aggiunte degli spazi di Hilbert può essere resa più precisa in determinati contesti.

### Ubiquità
Se si comincia a cercare queste coppie di funtori aggiunti, si osserva che essi vengono a essere molto comuni nell'algebra astratta, e anche in ogni altro ambito. La sezione degli esempi, nel seguito, fornisce prove di questo; inoltre, le costruzioni universali, che potrebbero risultare più familiari per alcune persone, danno origine a numerose coppie di funtori aggiunti.
In accordo con il pensiero di Saunders Mac Lane, qualsiasi idea, come per esempio i funtori aggiunti, che si presenta con sufficiente frequenza nella matematica dovrebbe essere studiata di per se stessa.
I concetti possono essere giudicati sulla base del loro utilizzo nella soluzione di problemi, così come del loro utilizzo nella costruzione di teorie. La tensione tra queste due motivazioni fu particolarmente forte durante gli anni Cinquanta, quando la teoria delle categorie cominciò a essere sviluppata. Si pensi ad Alexander Grothendieck, il quale fece uso della teoria delle categorie come bussola in altri lavori - nell'analisi funzionale, nell'algebra omologica e infine nella geometria algebrica.
È probabilmente sbagliato dire che egli promosse da solo il concetto di funtore aggiunto: ma il riconoscimento del ruolo dell'aggiunzione fu inerente nell'approccio di Grothendieck. Per esempio, uno dei suoi maggiori risultati fu la formulazione della dualità di Serre nella forma relativa - liberamente, in una famiglia continua di varietà algebriche. L'intera dimostrazione verte sull'esistenza di un aggiunto destro a un certo funtore. Questo è qualcosa di innegabilmente astratto, e non costruttivo, ma altresì potente a modo suo.

## Esempi

### Gruppi liberi
La costruzione di gruppi liberi è un esempio comune e illuminante.
Sia F : Set → Grp il funtore che assegna a ciascun insieme Y il gruppo libero generato dagli elementi di Y, e sia G : Grp → Set il funtore dimenticante, che assegna a ciascun gruppo X il suo insieme soggiacente.  Allora F è aggiunto sinistro a G:
Morfismi terminali.  Per ogni gruppo X, il gruppo FGX è il gruppo libero generato liberamente da GX, cioè gli elementi di X. Sia  {\displaystyle \varepsilon _{X}:FGX\to X}  l'omomorfismo di gruppi che manda i generatori di FGX negli elementi di X a cui corrispondono, il quali esistono per la proprietà universale dei gruppi liberi. Allora ogni  {\displaystyle (GX,\varepsilon _{X})}  è un morfismo terminale da F a X, poiché ogni omomorfismo di gruppi da un gruppo libero FZ a X sarà fattorizzabile mediante  {\displaystyle \varepsilon _{X}:FGX\to X}  via un'unica mappa di insiemi da Z a GX. Questo significa che (F,G) è una coppia aggiunta.
Morfismi iniziali.  Per ogni insieme Y, l'insieme GFY è semplicemente l'insieme soggiacente del gruppo libero FY generato da Y.  Sia  {\displaystyle \eta _{Y}:Y\to GFY}  la mappa di insiemi data dall'"inclusione dei generatori". Allora ogni  {\displaystyle (FY,\eta _{Y})}  è un morfismo iniziale da Y a G, poiché ogni mappa di insiemi da Y all'insieme soggiacente GW di un gruppo sarà fattorizzabile mediante  {\displaystyle \eta _{Y}:Y\to GFY}  via un unico omomorfismo di gruppi da FY a W.  Questo significa anche che (F,G) è una coppia aggiunta.
Aggiunzione Hom-Set.  le mappe dal gruppo libero FY a un gruppo X corrispondono precisamente alle mappe dall'insieme Y all'insieme GX: ogni omomorfismo da FY a X è completamente determinato dalla sua azione sui generatori. Si può verificare direttamente che questa corrispondenza è una trasformazione naturale, il che significa che è un'aggiunzione Hom-Set per la coppia (F,G).
Aggiunzione counità-unità. Si può anche verificare direttamente che ε e η sono naturali. Quindi, una verifica diretta che essi formano un'aggiunzione counità-unità  {\displaystyle (\varepsilon ,\eta ):F\dashv G}  è la seguente:
La prima equazione counità-unità  {\displaystyle 1_{F}=\varepsilon F\circ F\eta }  dice che per ogni insieme Y la composizione
{\displaystyle FY{\xrightarrow {\;F(\eta _{Y})\;}}FGFY{\xrightarrow {\;\varepsilon _{FY}\,}}FY}
dovrebbe essere l'identità.  Il gruppo intermedio FGFY è il gruppo libero generato liberamente dalle parole del gruppo libero FY.  (Si pensi a queste parole come poste tra parentesi a indicare che sono generatori indipendenti.) La freccia  {\displaystyle F(\eta _{Y})}  è l'omomorfismo di gruppi da FY in FGFY che manda ciascun generatore y di FY nella corrispondente parola di lunghezza uno (y) in qualità di generatore di FGFY.  La freccia  {\displaystyle \varepsilon _{FY}}  è l'omomorfismo di gruppi da FGFY a FY che manda ciascun generatore nella parola di FY a cui corrisponde (dunque questa mappa è "buttar via le parentesi").  La composizione di queste due mappe è perciò l'identità su FY.
La seconda equazione counità-unità  {\displaystyle 1_{G}=G\varepsilon \circ \eta G}  dice che per ogni gruppo X la composizione
 {\displaystyle GX{\xrightarrow {\;\eta _{GX}\;}}GFGX{\xrightarrow {\;G(\varepsilon _{X})\,}}GX} 
dovrebbe essere l'identità. Il gruppo intermedio GFGX è semplicemente l'insieme soggiacente di FGX. La freccia  {\displaystyle \eta _{GX}}  è la mappa "inclusione dei generatori" dall'insieme GX all'insieme GFGX. La freccia  {\displaystyle G(\varepsilon _{X})}  è la mappa d'insiemi da GFGX a GX che sottende underlies l'omomorfismo di gruppi che manda ciascun generatore di FGX nell'elemento di X cui corrisponde ("buttar via le parentesi"). La composizione di queste mappe è perciò l'identità su GX.

### Costruzioni libere e funtori dimenticanti
Tutti gli oggetti liberi sono esempi di aggiunti sinistri a un funtore dimenticante che assegna a un oggetto algebrico il suo insieme soggiacente. Questi funtori liberi di tipo algebrico hanno usualmente la medesima descrizione vista nella descrizione dettagliata della situazione dei gruppi liberi qui sopra.

### Funtori e limiti diagonali
Prodotti, prodotti fibrati, equalizzatori, e nuclei sono tutti esempi della nozione categoriale di limite. Ogni funtore di limite è aggiunto destro a un corrispondente funtore (purché che la categoria abbia la tipologia di limiti in questione), e la counità dell'aggiunzione fornisce la definizione delle mappe dall'oggetto limite (vale a dire il funtore diagonale sul limite, nella categoria dei funtori). Seguono alcuni esempi specifici.
- Prodotti Sia Π : Grp2 → Grp il funtore che assegna a ogni coppia (X1, X2) il gruppo prodotto X1×X2, e sia Δ : Grp → Grp2  il funtore diagonale che assegna a ciascun gruppo X la coppia (X, X) nella categoria prodotto Grp2. La proprietà universale del gruppo prodotto mostra che Π è aggiunto destro a Δ. La counità di questa aggiunzione è la coppia che definisce le mappe di proiezione da X1×X2 a X1 e X2 che definisce il limite, e l'unità è l'inclusione diagonale di un gruppo X in X1×X2 (mappando x in (x,x)).

Il prodotto cartesiano di insiemi, il prodotto di anelli, il prodotto di spazi topologici, eccetera, seguono il medesimo schema; si può inoltre estendere in modo immediato a più di due fattori. Più in generale, qualunque tipo di limite è aggiunto destro a un funtore diagonale.
- Nuclei. Si consideri la categoria D degli omomorfismi di gruppi abeliani. Se f1 : A1 → B1 e f2 : A2 → B2 sono due oggetti di D, allora un morfismo da f1 a f2 è una coppia (gA, gB) di morfismi tali che gBf1 = f2gA. Sia G : D → Ab il funtore che assegna a ogni omomorfismo il suo nucleo e sia F : Ab → D il funtore che manda il gruppo A nell'omomorfismo A → 0. Allora G è aggiunto destro a F, il che esprime la proprietà universale dei nuclei. La counità dell'aggiunzione è l'inclusione del nucleo di un omomorfismo nel dominio dell'omomorfismo, e l'unità è il morfismo che identifica il gruppo A con il nucleo dell'omomorfismo A → 0.

Una opportuna variante di questo esempio mostra anche che i funtori nucleo di spazi vettoriali e di moduli sono aggiunti destri. Analogamente, si può dimostrare che i funtori conucleo di gruppi abeliani, spazi vettoriali e moduli sono aggiunti sinistri.

### Funtori e colimiti diagonali
Coprodotti, somme amalgamate, coequalizzatori, e conuclei sono tutti esempi della nozione categoriale di colimite. Ogni funtore colimite è aggiunto sinistro a un corrispondente funtore diagonale (purché che la categoria abbia la tipologia di limiti in questione), e l'unità dell'aggiunzione ornisce la definizione delle mappe dall'oggetto colimite. Seguono alcuni esempi specifici.
- Coprodotti. Se F :  Ab2 → Ab assegna a ogni coppia (X1, X2) di gruppi abeliani la loro somma diretta, e se G : Ab → Ab2 è il funtore che assegna a ciascun gruppo abeliano Y la coppia (Y, Y), allora F è aggiunto sinistro a G, ancora una volta una conseguenza della proprietà universale della somma diretta. L'unità di questa coppia aggiunta è la coppia di mappe di inclusione da X1 e X2 nella somma diretta, e la counità è la mappa additiva dalla somma diretta di (X,X) a X (inviando un elemento (a,b) della somma diretta nell'elemento a+b di X).

Esempi analoghi sono dati dalla somma diretta di spazi vettoriali e di moduli, dal prodotto libero di gruppi e dall'unione disgiunta di insiemi.

### Ulteriori esempi

#### Algebra
- Aggiungere un'identità a un anello.  Questo esempio è stato discusso nella precedente sezione relativa alle motivazioni. Dato un anello R, un elemento identità moltiplicativa può essere aggiunto prendendo RxZ e definendo uno Z-prodotto bilineare con (r,0)(0,1) = (0,1)(r,0) = (r,0), (r,0)(s,0) = (rs,0), (0,1)(0,1) = (0,1). Questo costruisce un aggiunto sinistro al funtore che manda l'anello unitario nell'anello soggiaciente.
- Estensione di anelli unitari. Siano R e S anelli unitari, e ρ : R → S sia un omomorfismo di anelli. Allora S può essere visto come un R-modulo (sinistro), e il prodotto tensoriale con S produce un funtore F : R-Mod → S-Mod. Allora F è aggiunto sinistro al funtore dimenticante G : S-Mod → R-Mod.
- Prodotti tensoriali. Se R è un anello unitario e M è un R-modulo destro, allora il prodotto tensoriale con M produce un funtore F : R-Mod → Ab. Il funtore G : Ab → R-Mod, definito da G(A) = homZ(M,A) per ogni gruppo abeliano A, è aggiunto destro a F.
- Dai monoidi e gruppi agli anelli. La costruzione anello monoide integrale produce un funtore dai monoidi agli anelli. Questo funtore è aggiunto sinistro al funtore che associa a un dato anello unitario il suo monoide moltiplicativo soggiacente. Analogamente, la costruzione anello gruppo integrale produce un funtore dai gruppi agli anelli, aggiunto sinistro al funtore che assegna a un dato anello il suo gruppo delle unità. Si può anche iniziare con un campo K e considerare la categoria delle algebre K-associative invece della categoria degli anelli, per ottener gli anelli di monoidi e gruppi su K.
- Campi di frazioni. Si consideri la categoria Domm dei domini d'integrità con monomorfismi. Il funtore dimenticante Field → Domm dai campi ha un aggiunto sinistro, quello che assegna a ogni dominio d'integrità il suo campo delle frazioni.
- Anelli di polinomi. Sia Ring* la categoria degli anelli commutativi unitari puntati; l'unità è la coppia (A,a) dove A è un anello e {\displaystyle a\in A}, e inoltre i morfismi preservano gli elementi distinti. Il funtore dimenticante G:Ring* → Ring ha un aggiunto sinistro - quello che assegna a ogni anello unitario R la coppia (R[x],x) dove R[x] è l'anello dei polinomi con coefficienti in R.
- Abelianizzazione. Si consideri il funtore inclusione G : Ab → Grp dalla categoria dei gruppi abeliani alla categoria dei gruppi. Ha un aggiunto sinistro chiamato abelianizzante il quale assegna a ogni gruppo G il gruppo quoziente Gab=G/[G,G].
- Il gruppo di Grothendieck. Nella teoria K, il punto di partenza è osservare che la categoria dei fibrato vettoriale su uno spazio topologico ha una struttura di monoide commutativo sotto la somma diretta. Si può ricavare un gruppo abeliano a partire da questo monoide, il gruppo di Grothendieck, aggiungendo formalmente un inverso additivo a ciascun fibrato (o classe di equivalenza). In alternativa si può osservare che il funtore che per ciascun gruppo dà il monoide soggiacente (ignorando gli inversi) ha un aggiunto sinistro. Questo è una costruzione una volta per tutte, in linea con la terza sezione discussa in precedenza. Dunque, si può imitare la costruzione dei numero negativi; ma c'è l'altra opzione di un teorema di esistenza. Nel caso delle strutture algebriche finitarie, l'esistenza stessa può essere ricondotta all'algebra universale, o alla teoria dei modelli; in modo naturale vi è anche una dimostrazione adattata alla teoria delle categorie.
- Reciprocità di Frobenius nella teoria della rappresentazione di gruppi: si veda rappresentazione indotta. Questo esempio ha anticipato di circa un secolo la teoria generale.

#### Teoria delle categorie
- Una serie di aggiunzioni. Il funtore π0 che assegna a una categoria il suo insieme di componenti connesse è aggiunto sinistro al funtore D che assegna a un insieme la categoria discreta su tale insieme. Inoltre, D è aggiunto sinistro al funtore oggetto U che assegna a ogni categoria il suo insieme di oggetti, e infine U è aggiunto sinistro al funtore A che assegna a ogni insieme la categoria indiscreta[1] on that set.
- Oggetto esponenziale. In una categoria cartesiana chiusa l'endofuntore C → C dato da –×A ha un aggiunto destro –A. Questa coppia è spesso chiamata currying e uncurrying; in molti casi particolari, essi sono anche continui e formano un omeomorfismo.
- Limiti and Colimiti. I limiti e i colimiti possono essere effettivamente visti usando aggiunti quando si considerano categorie di funtori. Se C e D sono due categorie, allora il funtore limite dalla categoria dei funtori da C a D alla categoria dei funtori costanti da C a D che manda un dato funtore da C a D nel suo limite è in effetti aggiunto destro al funtore dimenticante dalla categoria dei funtori costanti da C a D alla categoria dei funtori da C a D. In modo analogo il colimite è l'aggiunto destro di questo funtore dimenticante dalla categoria dei funtori costanti da C a D alla categoria dei funtori da C a D.

### Monadi
Ogni aggiunzione〈F, G, ε, η〉 dà origine a una monade associata 〈T, η, μ〉 nella categoria D. Il funtore
{\displaystyle T:{\mathcal {D}}\to {\mathcal {D}}}
è dato da T = GF. L'unità della monade
{\displaystyle \eta :1_{\mathcal {D}}\to T}
è semplicemente l'unità η dell'aggiunzione e la trasformazione moltiplicativa
{\displaystyle \mu :T^{2}\to T\,}
è data da μ = GεF. Dualmente, la tripla〈FG, ε, FηG〉 definisce una comonade in C.
Ogni monade trae origine dalla medesima aggiunzione —di fatto, tipicamente da varie aggiunzioni— allo stesso modo. Due costruzioni, chiamate la categoria delle algebre di Eilenberg–Moore e la categoria di Kleisli sono due soluzioni estreme al problema di costruire un'aggiunzione che dia origine a una monade assegnata.